# Mlečva
Mlečva (cyr. Млечва) – wieś w Bośni i Hercegowinie, w Republice Serbskiej, w gminie Bratunac. W 2013 roku liczyła 5 mieszkańców.